# Lída Durdíková
Lída Durdíková, provdaná Faucher, v Knize pokřtěných Ludmila (1. dubna 1899 Smíchov – 8. března 1955 Paříž) byla česko-francouzská spisovatelka, překladatelka a pedagožka.

## Životopis
Lída Durdíková se narodila v rodině evangelíka MUDr. Václava Durdíka (1863) a katoličky Pavlíny Durdíkové-Havlové (1868), vzali se r. 1894. Měla dva sourozence: Vlastu (1894) a Viléma (1901).
V letech 1918–1933 spolupracovala s pedagogem Františkem Bakulem jako asistentka, nejdříve v Jedličkově ústavu pro děti a mládež s tělesným postižením, po Bakulově odchodu z ústavu, v jeho družině. Bakule byl předchůdce a průkopník moderní integrativní pedagogiky.
R. 1929 se Lída Durdíková setkala s Paulem Faucherem (1898–1967) francouzským vydavatelem, učitelem a autorem dětské literatury, který organizoval koncertní turné Bakulových zpěváčků po Francii. Roku 1932 se za něho provdala a téhož roku se jim narodil syn François (1932–2015). Roku 1933 odjela s manželem do Francie, stala se jeho spolupracovnicí a pobývala s ním převážně v Paříži, až do své smrti.
Celý život se zajímala o literární dění, stýkala se mj. s Vítězslavem Nezvalem, Františkem Halasem, Janem Čepem a Toyen, ve Francii patřili k jejím přátelům André Breton a Paul Fort. Přispívala do řady periodik jak drobnými prózami a publicistickými texty, tak překlady. Ve Francii propagovala české autory literatury pro děti a mládež Ferdinanda Krcha, Ladislava Havránka a Josefa Ladu. S manželem vytvořila mj. album řady Le Roman des bêtes (Román o zvířatech), které vyšlo r. 1934 pod názvem "Panache l'écureuil".
Lída Durdíková bydlela v Paříži na 16 Rue de l’arbalete. S manželem měla dva syny a dvě dcery. Nejstarší François Faucher vybudoval na památku rodičů informační centrum v obci Meuzac u Limoges.

## Dílo

### Spisy
- Šarkán: Psychologické obrázky nejmladšího z Bakulovy družiny – Praha: Bakulova družina, 1921 — přeloženo do dánštiny 1927
- Tuláci: historky čtyř z Bakulovy družiny – Praha: Bakulův ústav, 1926 — Praha: [s. n.], 1988
- Děti zhaslých očí – Praha: Bakulův ústav, 1929 — Les enfants aux yeux éteints – traduction de Zuza Hanouche; ill. de Sarkan. Paris: Flammarion, 1931 — Dzieci o wygasłych oczach – tłumaczyła Alinalan; ilustrował S. Sarkan. Warszawa: Nasza księgarnia, 1935 — Les enfants aux yeux éteints – traduit du tchèque par Milena Braud; ill. de Solvej Crevelier. Paříž: Castor Poche Flammarion, 1984
- Zde se vraždí... Případ Bakulův – Praha: Sdružení přátel, 1934
- La Ferme du Père Castor – ill. Hélène Guertik. 1934. Paris: Flammarion, 2002 — Statek táty Bobra – Praha: Československá grafická unie (ČGU),
- Panache l'Écureuil – ill. Fjodor Rojankovski. Paris: Flammarion, 1934 — Čtverák, malý veverčák – maloval F. Rojankovski. Praha: ČGU, 1939
- Le royaume des abeilles – dessins de Ruda. Paris: Flammarion, 1935
- Froux le Lièvre – ill. F. Rojankovski. Paris: Flammarion, 1935 — Ušák zajíček – Ilustroval F. Rojankovski. Praha: ČGU, 1939
- Plouf le Canard sauvage – ill. F. Rojankovski. Paris: Flammarion, 1935 — Žbluňk divoká kachna – Praha: ČGU,
- Scaf, le phoque – ill. F. Rojankovski. Paris: Flammarion, 1936 — Skaf Tuleň – ilustroval F. Rojankovski. Praha: ČGU, 1939
- Bourru l'Ours brun – ill. F. Rojankovski. Paris: Flammarion, 1936 — Medvěd Chloupek – obrázky kreslil F. Rojankovski. Praha: ČGU, 1941
- Quipic le Hérisson – dessins de F. Rojankovski. Paris: Flammarion, 1937 — Ježek – Praha: ČGU, Kipik
- Včelí obec – napsali Lída Durdíková, František Bakule; maloval Rudolf Jarušek, Praha: ČGU, 1937
- Frou, the Hare by Lida – litographs by F. Rojankovski; translated from French by Rose Fyleman. London: George Allen & Unwin LTD, 1938
- Plouf, canard sauvage – ill. F. Rojankovski. Paris: Flammarion, 1938 — Ploof, the wild Duck by Lida – lithographs by F. Rojankovski; translated from French by Rose Fyleman. London: George Allen & Unwin LTD, 1938
- Quipic, the Hedgehog by Lida – lithographs by F. Rojankovski; translated [from French] by Rose Fyleman. London: George Allen & Unwin LTD, 1938
- Bourru l’ours brun – ill. F. Rojankovski. Paris: Flammarion, 1938
- Mischief, the Squirrel – litographs Fiodor Rojankovski; translated [from French] by Rose Fyleman. London: George Allen & Unwin LTD, 1938
- Martin Pêcheur – ill. F. Rojankovski. Paris: Flammarion, 1938 — Rybář Martin – Praha: ČGU,
- Pörrö-Pojan, seikkailut – kuvittanut F. Rojankovski; suomentanut Lauri Hirvensalo. Helsinki; Porvoo: Werner Söderström Osakeyhtiö, 1938
- Coucou – ill. F. Rojankovski. Paris: Flammarion, 1939 — Kukačka – Praha: ČGU,
- Les Animaux du zoo – ill. F. Rojankovski. Paris: Flammarion, 1941 — Zvířata ze zoo – Praha: ČGU,
- Le Bouquet du jardinier – ill. Angèle Malclès. Paris: Flammarion, 1941
- Poulerousse – ill. Romain Simon. Paris: Flammarion, 1949
- La grande nuit d'été – ill. Romain Simon. Paris: Flammarion, 1957 — Dlouhá letní noc – Praha: ČGU,

Roman des bêtes tvoří Panache l’écureuil, Froux le lièvre, Plouf canard sauvage, Bourru l’ours brun, Scaf le phoque, Quipic le hérisson, Martin-Pêcheur.

### Překlady
- Cestu okřídlenému Erosu – Alexandra Michajlovna Kollontajova; z ruštiny. Praha: Družstevní nakladatelství Kniha, 1925
- Zápisky z Mrtvého domu – F. M. Dostojevskij; z ruštiny, ilustroval František Kobliha. Praha: Rodinná knihovna, 1930

- Údolí Tba: [cesta do země, která nebyla ještě objevena]: román – Vsevolod Ivanov; z ruštiny. Praha: Družstevní práce, 1931
- Vojna a mír – Lev Nikolajevič Tolstoj; z ruského originálu Vojna i mir ... přeložili Jan Mareš, Lída Durdíková, Václav König, Bohuslav Ilek; ilustroval Michajl Romberg. Praha: Naše vojsko, 1949

### Gramofonová deska
- V lidovém tónu – hudba Celestina Rypla; slova L. Durdíkové, J. V. Sládka, Theodora Storma. Praha: Ultraphon, 1943?